# Fustiñana
Fustiñana ist eine Gemeinde (Municipio) in Navarra, Spanien, mit 2.451 Einwohnern (Stand: 2024), die mehrheitlich spanischsprachig sind.

## Geografische Lage
Fustiñana liegt im Süden der Region Navarra im Ebro-Tal auf einer Höhe von ca. 260 m. Die Ortschaft liegt etwa 110 Kilometer südsüdöstlich von Pamplona und etwa 80 Kilometer nordwestlich von Saragossa. 

## Sehenswürdigkeiten

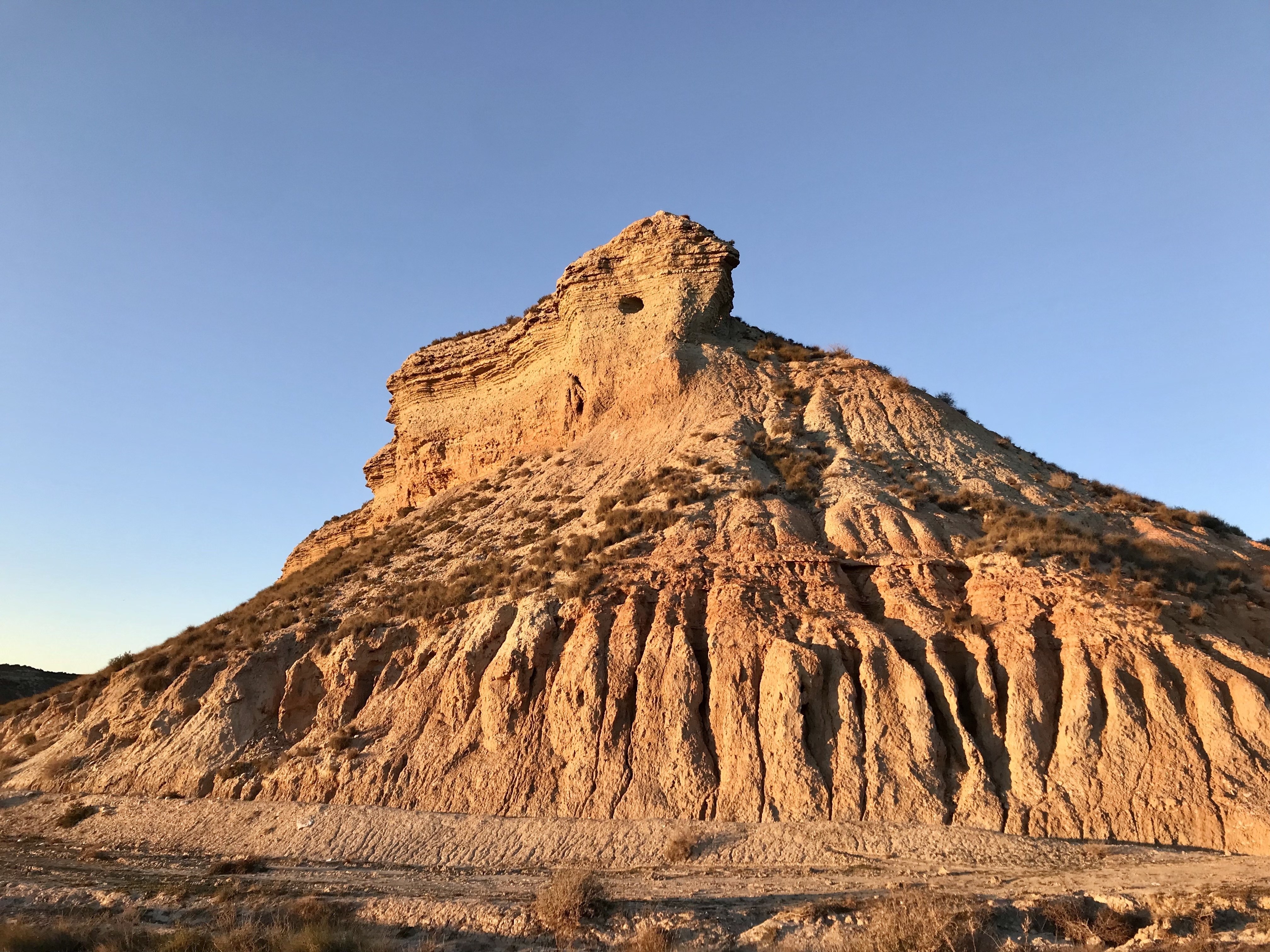
Turmruine von Leoz
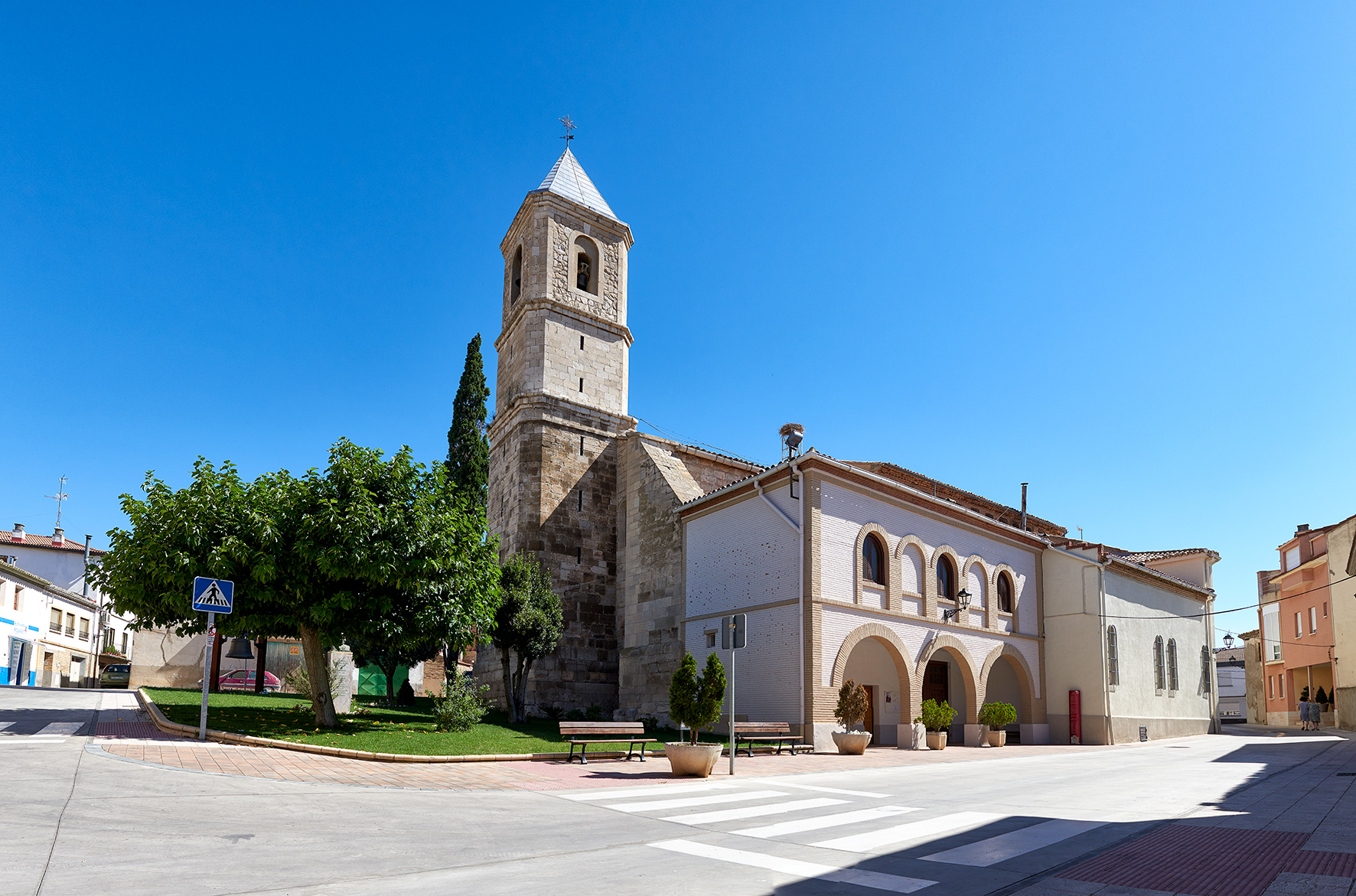
Kirche Mariä Himmelfahrt (Iglesia de Nuestra Señora de la Asunción)
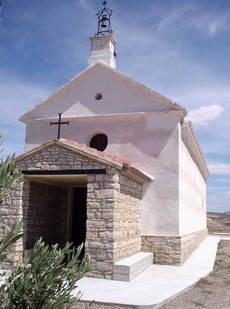
Luzienkapelle
- Rathaus

- Turmruine von Leoz
- Kirche Mariä Himmelfahrt
- Luzienkapelle